# Symphonie no 5 de Joseph Haydn
Pour les articles homonymes, voir Symphonie no 5.
La Symphonie no 5 en la majeur Hob. I:5 est une symphonie du compositeur autrichien |Joseph Haydn, composée entre 1760 et 1762.

## Analyse de l'œuvre
La symphonie comporte quatre mouvements:
1. Adagio ma non troppo
2. Allegro
3. Menuet
4. Presto

Durée approximative : 18 minutes.

## Instrumentation
- deux hautbois, un basson, deux cors, cordes, continuo.

Le trio du menuet comprend un solo pour le premier cor (avec une transposition en la) montant jusqu'au contre-ut, soit un contre-mi pour un corniste pensant en fa. Cette symphonie est pour cette raison considérée comme étant l'une des plus difficiles de Haydn pour les cornistes, avec la symphonie n°35 et la n°51.